# بيرت بروكس
بيرت بروكس هو مهندس كندي، ولد في 20 مارس 1920، وتوفي في 2 سبتمبر 1968 في هرشي في الولايات المتحدة.